# Jacques Ramouillet
Jacques Ramouillet, né à Vannes (Morbihan) le 20 avril 1941 et mort le 27 novembre 2016 à Agde, est un alpiniste, guide de haute montagne et enseignant français. 
Membre du Groupe de haute montagne, il a réalisé plusieurs premières ascensions dans les Alpes françaises mais aussi en Afrique du Nord, notamment dans le massif du Hoggar et au Canada dans les Logan Mountains. Il est coréalisateur de Voyage en face sud, film d'alpinisme qui montre la première ascension en solitaire de la face sud de l'aiguille du Fou.

## Biographie
Jacques Ramouillet naît à Vannes le 20 avril 1941, d'un père peintre en bâtiment et vitrailleur . Il grandit sans ses parents : sa mère décède en 1942 et son père est envoyé au Stalag la même année pour ses activités clandestines. Il étudie au lycée Jules Simon, comme son cousin (leurs grands pères étaient frères) Yves Coppens.
Il passe à 16 ans le concours de l'École normale primaire et découvre l'alpinisme et l'escalade sur les rochers de Bretagne et à Fontainebleau, puis aux Deux Alpes à l'occasion de son premier stage de montagne.
Jacques Ramouillet fuit la guerre d'Algérie, en militant pacifiste de gauche, en se cachant chez des parents. Il est dénoncé, mais échappe aux peines punissant les insoumis. Il est forcé à faire son service militaire où d'insoumissions en refus, il est finalement réformé,.
Vivant en Algérie de nombreuses années pendant lesquels il est instituteur coopérant, il devient un très bon connaisseur du Sahara algérien. Il commence l'enseignement comme instituteur coopérant en Algérie dès l'indépendance à Teniet-el-Had, El Goléa, Ain Salah et Tamanrasset avant d'être muté à Sochaux en 1972. Il devient ainsi un très bon connaisseur du Sahara algérien.
Faisant partie des grands alpinistes de sa génération, Jacques Ramouillet pratique l'escalade et l'alpinisme avec Patrick Cordier, Claudio Barbier, Jean-Marc Boivin, Jacques Collaer, Pierre Chapoutot et réalise plusieurs premières. En 1976, il filme Patrick Cordier réalisant la première ascension en solitaire de la face sud de l'aiguille du Fou, cette ascension sera le sujet du film Voyage en face sud dont il est co-réalisateur. Cette même année, il devient membre du Groupe de haute montagne.Il participe à l'expédition du C.A belge dans les Logan Moutains où il ouvre une voie en 1977 en compagnie de Jacques Collaer Il passe les examens de guide de haute montagne en 1987 à Chamonix. Il exerce alors son activité de guide en France et dans le monde (Pérou, Népal, Jordanie, Oman, Afrique du Nord, Sahara, etc.) en organisant notamment des treks dans le désert du Sahara et au Sultanat d'Oman en hiver
Jacques Ramouillet a publié des articles dans des revues d'alpinisme, et a donné des conférences,,. Il est également peintre,.
Il prend sa retraite de guide à presque 70 ans et décède le 27 novembre 2016 des suites d'une rechute d'un cancer du poumon qu'il combattait depuis 3 ans.

## Carrière d'alpiniste

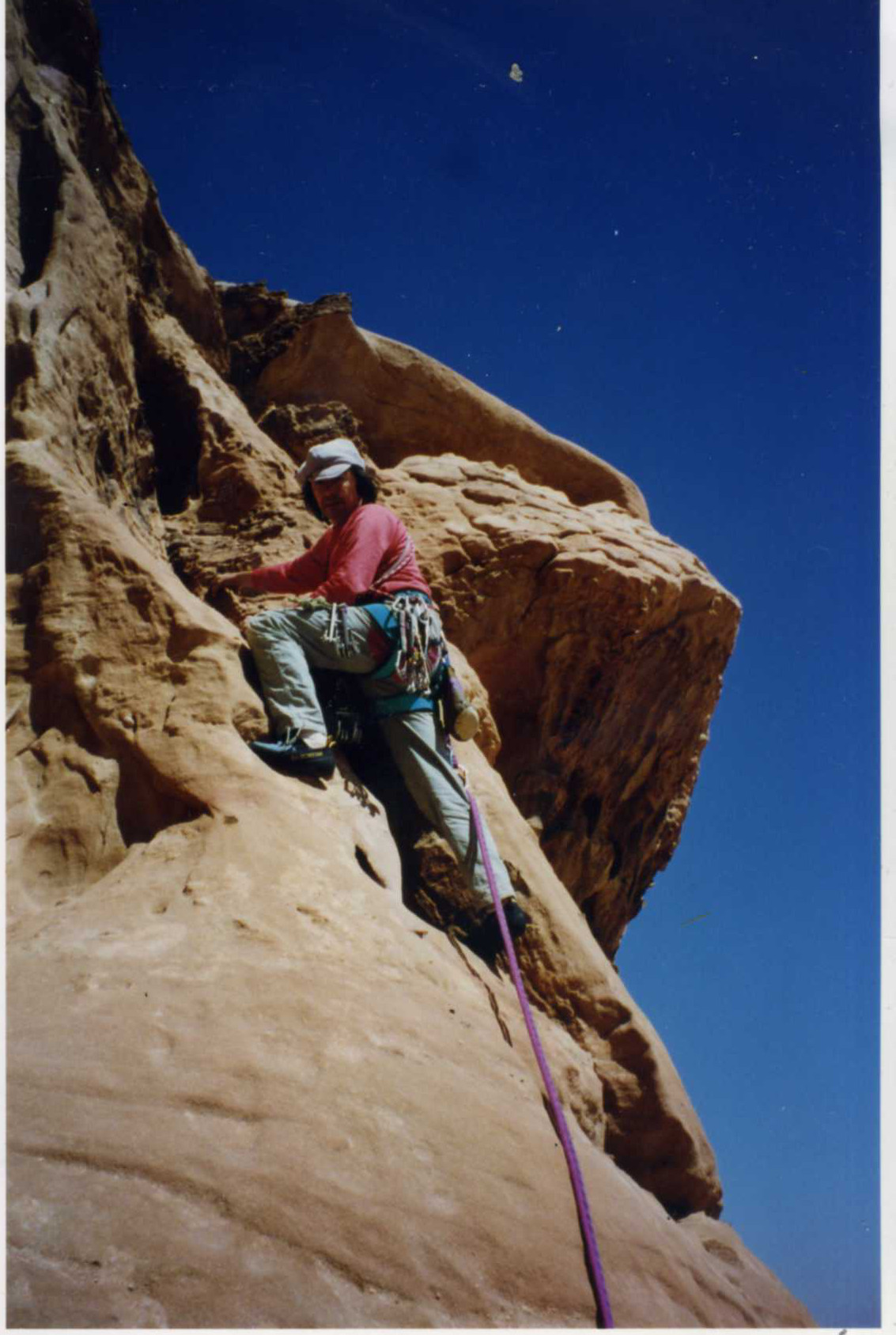
Jacques Ramouillet pratiquant l'escalade

Jacques Ramouillet établit un record de vitesse dans la face nord des Grandes Jorasses avec Jacques Collaer (10 heures)[Quand ?].
Il est l'ouvreur de nombreuses voies de très grande difficulté dont :
- La voie du Réveillon, Amguid (Algérie), avec Pierre Chapoutot, Louis Trouche, Michel PompeÏ et Ab-del kader Degdagui, le 31 décembre 1967[18] ;
- Face nord du Mont Tagha (Aïr) , Face Nord , 31 décembre 1970, avec Henri Agresti , V , 5 pitons[19]
- Aiguille de Temet (Arrête N et Face Est), nord du massif de l'Aïr (Niger), avec Henri Agresti le 28 décembre 1971[19] ;
- Premières dans le massif du Djurdjura, Kabylie, avec Michel Pompéï et Henri Agresti[20] ;
- le pilier dit « Des trois pointes » au mont Blanc du Tacul (massif du Mont-Blanc) avec Jacques Collaer et Olivier Challeat en 1973[21] ;ED, 900 m d'escalade.
- la voie Challéat à l'Épéna (massif de la Vanoise), avec Olivier Challéat, Jacques Collaer et Robert Guéry, le 8 août 1973[22],[23] ;TD
- la face sud de l'aiguille de Roc (aiguilles de Chamonix, massif du Mont-Blanc) avec Patrick Cordier, les 13 et 14 juillet 1975[24],[25],[26] ;ED à l'époque , aujourd'hui TD+ (guide Vallot -1977)
- Deux premières dans les Aiguilles de Thaletat (Face SE), dans l'Akouker, Massif du Djurdjura, Kabylie, Algérie en 1971, ED-[27]

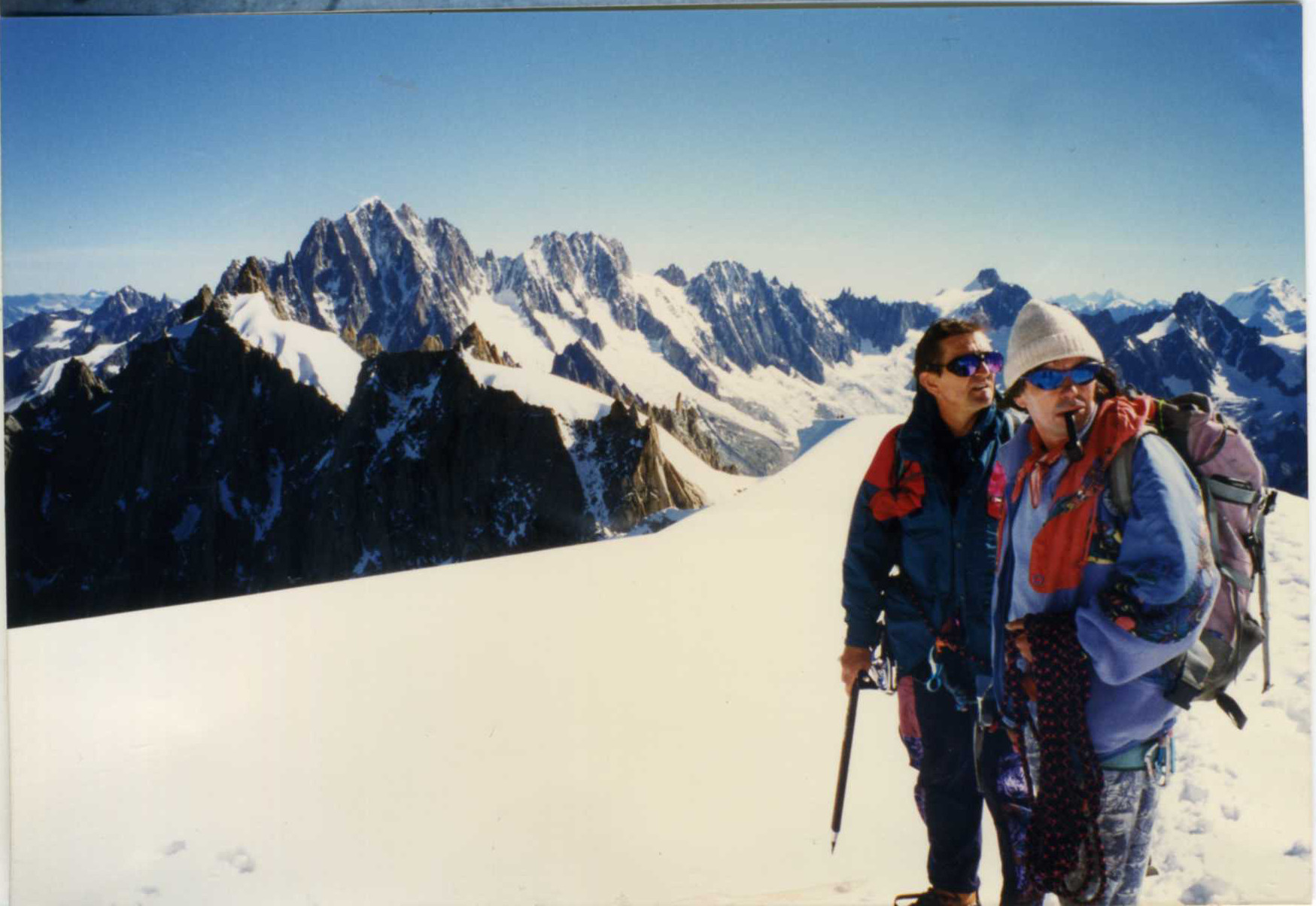
Dans la traversée Midi-Plan, avec Ingo Nicolet

- Une voie sur le pilier sud-est de la pointe Lépiney (aiguilles de Chamonix, massif du Mont-Blanc) avec Patrick Cordier et Jacques Collaer (sans usage de piton), le 26 juillet 1975[28],[24] ; ED
- La première ascension de la face sud-est de la Bustle Tower (2 310 m[29]) dans le cirque des Parois impossibles, dans les monts Logan au Canada, avec Jacques Collaer et Renzo Lorenzi, en 1977[30] ,[31],[32] TD+
- la Voie du pompier, à la pointe Agathe aux Deux-sœurs, dans le Massif du Vercors le 4 août 1973 avec Olivier Challéat, Jacques Collaer et Robert Guéry , TD+
- Une première à tsacra chico, Cordillère Huayhuash (Pérou), avec Jean Luc Amstutz[réf. souhaitée].